# Château de la Thomasserie
Le château de la Thomasserie est un château situé à Vallières-les-Grandes (Loir-et-Cher). 
Il est inscrit au titre des monuments historiques par arrêté du 22 septembre 2009.